# ブルドッグマンション
ブルドッグマンション（Bulldogmansion, 韓国語表記:불독맨션） は、韓国のバンド形態の4人組の男性ロックグループ。

## メンバー
- ソ・チャンソク（서창석）

　ギター担当。1975年7月28日生まれ。
- チョ・チョンボム（조정범）

　ドラム担当。1972年8月3日生まれ。
- イ・ハンジュ（이한주）

　ベース担当。1976年2月13日生まれ。
- イ・ハンチョル

　ボーカル担当。1972年12月1日生まれ。

## ディスコグラフィ
- Funk（2002年）

クォン・サンウ、ソン・スンホン主演映画『ひとまず走れ』主題歌「Happy Birthday To Me」収録
- Salon De Musica（2004年）